# 旅遊頻道
旅游频道（英語：Travel Channel，1987年至1999年间的全名为）是一个美国卫星电视频道，所有者是探索傳播。该频道的总部设在美国马里兰州。
该频道播放的节目有纪录片、写实片、以及美国和世界各地旅游相关的节目。这些节目已经涵盖了在非洲狩猎的动物包括表演，盛大酒店和度假村之旅，参观显著城镇世界各地，节目还介绍了世界各地的各种食物、神明和超自然的力量，著名的建筑等。